# Kolymskajabaai
De Kolymskajabaai (Russisch: Колымская Губа; Kolymskaja Goeba), niet te verwarren met de veel grotere en oostelijker gelegen Golf van Kolyma, is een ondiepe baai aan de zuidwestelijke kust van de Oost-Siberische Zee, aan de noordoostkust van de Russische autonome deelrepubliek Jakoetië, die onderdeel vormt van de delta van de Indigirka.
De baai steekt ongeveer 21 kilometer het land in en heeft aan de monding een breedte van 9 kilometer. De baai is ongeveer 9 maanden per jaar bevroren. De moerassige en laaggelegen kusten van het Laagland van Kolyma zijn bedekt met toendravegetatie. Ten zuiden van de baai liggen de Loginskiejemeren en het Kargovatomeer.
In de baai liggen de eilanden Terjoettach en Emkeryndinski en aan de monding de Kolesovski-eilanden (Kolesovski en Kolesovskaja Otmel). Ten oosten van de baai stroomt de rivier de Soendroen uit in de zee.